# 149-я стрелковая дивизия (2-го формирования)
149-я стрелковая дивизия (2-го формирования) — воинское соединение Вооружённых Сил СССР в Великой Отечественной войне.

## История
Формирование начато в конце 1941 года в Рязани (Октябрьский городок) из призывников Рязани, Рязанской, Тульской и Московской областей. 15.02.1942 года был получен приказ об отправке дивизии в действующую армию. 18.02.1942 года из Рязани ушли последние эшелоны дивизии. В бой вступила почти с колёс 28.02.1942 года в районе калужских сёл Веснины и Любовка. На этом рубеже дивизия воевала, чередуя наступательные и оборонительные бои до 27.03.1942 года, откуда и пошла в наступление. В целом, вплоть до весны 1943 года вела частные операции в районе южнее Белёва.
В начале 1943 года участвовала в боях на орловском направлении, вела бои за город Дмитровск-Орловский.
Участвуя в Курской битве, отражала удар противника из района Севска. Осенью 1943 года участвует в Черниговско-Припятской операции, осенью 1943 года форсировала Днепр в районе Лоева.
В 1944 году участвовала в Житомирско-Бердичевской наступательной операции и Львовско-Сандомирской наступательной операции, освобождала Польшу.
В 1945 году участвовала в Берлинской стратегической операции и Пражской операции.
Форсировала реки Десна, Сож, Днепр, Западный Буг, Висла, Одер и Нейсе.
Последние боевые действия вела в предместье Праги.
В дивизии 27 Героев Советского Союза, 10 полных кавалеров ордена Славы.

## Полное название
149-я стрелковая Новоград-Волынская Краснознамённая орденов Суворова и Кутузова дивизия

## Подчинение
- Московский военный округ — на 01.01.1942 года
- Западный фронт, 61-я армия — на 01.03.1942 года.
- Брянский фронт, 61-я армия — на 01.05.1942 года.
- Западный фронт, 61-я армия — на 01.07.1942 года.
- Центральный фронт, 65-я армия — на 01.03.1943 года.
- Центральный фронт, 65-я армия, 18-й стрелковый корпус— на 01.07.1943 года.
- Центральный фронт, 65-я армия, 27-й стрелковый корпус— на 01.10.1943 года.
- Белорусский фронт, 65-я армия, 18-й стрелковый корпус— на 01.11.1943 года.
- Белорусский фронт, 65-я армия — на 01.12.1943 года.
- 1-й Украинский фронт, 13-я армия, 24-й стрелковый корпус— на 01.01.1944 года.
- 1-й Украинский фронт, 13-я армия, 102-й стрелковый корпус— на 01.04.1944 года.
- 1-й Украинский фронт, 3-я гвардейская армия, 76-й стрелковый корпус— на 01.05.1944 года.
- 1-й Украинский фронт, 3-я гвардейская армия, 120-й стрелковый корпус— на 01.10.1944 года.
- 1-й Украинский фронт, 3-я гвардейская армия, 76-й стрелковый корпус— на 01.04.1945 года.

## Состав
- 479-й стрелковый полк
- 568-й стрелковый полк
- 744-й стрелковый полк
- 314-й артиллерийский полк
- 271-й отдельный истребительно-противотанковый дивизион
- 130-я отдельная разведывательная рота
- 233-й отдельный сапёрный батальон
- 149-й отдельный батальон связи (28-я отдельная рота связи)
- 226-й отдельный медико-санитарный батальон
- 510-я отдельная рота химической защиты
- 106-я автотранспортная рота
- 526-я полевая хлебопекарня
- 891-й дивизионный ветеринарный лазарет
- 1720-я полевая почтовая станция
- 1082-я (1083-я) полевая касса Государственного банка

## Командиры
- Федюнькин, Иван Фёдорович (02.01.1942 — 05.10.1942), полковник
- Волков, Андрей Николаевич (06.10.1942 — 25.10.1942), полковник
- Федюнькин Иван Фёдорович (26.10.1942 — 04.11.1942), полковник
- Орлов, Андрей Архипович (05.11.1942 — 01.12.1942), подполковник
- Волков, Николай Львович (02.12.1942 — 04.06.1943), полковник
- Орлов, Андрей Архипович (05.06.1943 — 11.05.1945), полковник, с 02.11.44 генерал-майор

## Отличившиеся воины дивизии
- Аврорский, Николай Иванович. Командир 3-го батальона 479-го стрелкового полка. Звание присвоено 23.09.1944 года за форсирование реки Вислы.
- Алексеев, Григорий Алексеевич (1903—1943), стрелок 744-го стрелкового полка, рядовой. Герой Советского Союза. Звание присвоено 30.10.1943 за бой 16.10.1943 года при форсировании Днепра у д. Шитцы (Лоевский район Гомельской области). (участвовал в отражении контратак противника при удержании плацдарма, лично подбил несколько танков. Был несколько раз ранен, но не покинул поле боя) Алексеев А. Г. является одним из известных 8-ми братьев Алексеевых, матери которых установлен памятник в г. Заволжск.
- Артемьев, Николай Михайлович, стрелок 479-го стрелкового полка, красноармеец. Звание присвоено 30 октября 1943 года за форсирование Днепра.
- Бабак, Пётр Корнеевич, командир 479-го стрелкового полка, подполковник. Звание присвоено 23.09.1944 года за форсирование реки Вислы.
- Борисов, Георгий Алексеевич. Помощник командира взвода 130-й отдельной разведроты, старший сержант. Герой Советского Союза. Звание присвоено в июне 1945 года за бой февраля 1945 года в районе Глогау (разведал оборону противника, пленил унтер-офицера, в этот же день провёл батальон по разведанному пути)
- Быков, Алексей Васильевич, сапёр 568-го стрелкового полка, красноармеец. Звание присвоено 30 октября 1943 года за форсирование Днепра.
- Горелик, Зиновий Самуилович, командир стрелковой роты 568-го стрелкового полка, старший лейтенант.
- Жидких, Александр Петрович, сапёр 1-й сапёрной роты 233-го отдельного сапёрного батальона, красноармеец. Звание присвоено 30 октября 1943 года за форсирование Днепра.
- Золотарёв, Иван Фёдорович, заместитель командира стрелкового батальона 479-го стрелкового полка, старший лейтенант. Звание присвоено 30 октября 1943 года за форсирование Днепра.
- Зуев, Иван Дмитриевич, начальник артиллерии 479-го стрелкового полка, майор. Звание присвоено посмертно 24 декабря 1943 года за форсирование Днепра.
- Зуев, Иван Фадеевич, командир отделения сапёрного взвода 586-го стрелкового полка, старший сержант. Звание присвоено 30 октября 1943 года за форсирование Днепра.
- Качурин, Иван Андреевич, командир отделения роты автоматчиков 479-го стрелкового полка, сержант. Звание присвоено 30 октября 1943 года за форсирование Днепра.
- Кислов, Пётр Михайлович. Заместитель командира батальона по политической части 568-го стрелкового полка, старший лейтенант. Герой Советского Союза. Звание присвоено 15.01.1944 года за бой 16.10.1943 года при форсировании Днепра. (В составе штурмовой группы в числе первых форсировал реку у д. Шитцы (Лоевский район Гомельской области), увлёк бойцов в атаку, обеспечил захват плацдарма. Был ранен, но не покинул поля боя).
- Кривенко, Семён Устинович, стрелок 568-го стрелкового полка, красноармеец. Звание присвоено 30 октября 1943 года за форсирование Днепра.
- Латышев, Владимир Фёдорович, командир роты 744-го стрелкового полка, лейтенант. Звание присвоено 30 октября 1943 года за форсирование Днепра посмертно.
- Литвиненко, Николай Никитович, стрелок 744-го стрелкового полка, красноармеец. Звание присвоено 30 октября 1943 года за форсирование Днепра посмертно.
- Моргун, Николай Иванович, командир миномётного взвода 568-го стрелкового полка, старший лейтенант. Звание присвоено 30 октября 1943 года за форсирование Днепра.
- Овинников, Сергей Михайлович (1922—1943). Командир орудия 314-го артполка, сержант. Герой Советского Союза (посмертно). Звание присвоено 29.09.1943 за бой 11.08.1943 в бою за город Дмитровск-Орловский (Орловская область). (выкатил орудие на прямую наводку, открыл огонь по зданию, где были расположены вражеские огневые точки, уничтожил их, чем содействовал продвижению подразделений вперёд).
- Половинкин, Василий Васильевич, командир взвода роты автоматчиков 744-го стрелкового полка, младший лейтенант. Звание присвоено 15 января 1944 года за форсирование Днепра
- Попов, Степан Иванович, командир батареи 314-го артиллерийского полка, старший лейтенант. Звание присвоено 27 июня 1945 года за бои на реке Нейсе посмертно.
- Пугачёв, Терентий Давыдович. Стрелок 2-го стрелкового батальона 744-го стрелкового полка, красноармеец. Герой Советского Союза. Звание присвоено 30.10.1943 за форсирование Днепра у села Шитцы Лоевского района.
- Раевский, Григорий Николаевич (1911—1944), командир отделения 2-го стрелкового батальона 744-го стрелкового полка, ефрейтор. Звание присвоено 15.01.1944 года за форсирование Днепра.
- Сагайдачный, Павел Порфирьевич, командир отделения разведки 314-го артиллерийского полка, старший сержант. Герой Советского Союза. Звание присвоено 21.02.1945 за бои при форсировании Вислы с 04 по 12.08.1944 года (8 раз переправлялся через реку, доставляя важные разведданные).
- Славянский Иван Павлович, командир батальона 479-го стрелкового полка, майор. Звание присвоено 23.09.1944 за бои при форсировании Вислы.
- Смирнов, Николай Фёдорович, ефрейтор, сапёр 233-го отдельного сапёрного батальона. Звание присвоено посмертно 30.10.1943 за форсирование Днепра.
- Сухарев, Сергей Яковлевич, ефрейтор, старший разведчик 314-го артиллерийского полка. Звание присвоено 30.10.1943 за форсирование Днепра.
- Тузов, Николай Иосифович, красноармеец, стрелок 568-го стрелкового полка. Звание присвоено 30.10.1943 за форсирование Днепра.
- Хухлов, Михаил Николаевич. Начальник радиостанции роты связи 568-го стрелкового полка, сержант. Герой Советского Союза. Звание присвоено 30.10.1943 за бой 16.10.1943 года при форсировании Днепра у д. Шитцы (Лоевский район Гомельской области). (в составе роты форсировал Днепр и в ходе боя на плацдарме обеспечил бесперебойную связь).
- Черемнов, Яков Дмитриевич, красноармеец, стрелок 479-го стрелкового полка. Звание присвоено 30.10.1943 за форсирование Днепра.

 Кавалеры ордена Славы трёх степеней.
- Балабанов (Суфиев), Николай Михайлович, сержант, старший разведчик 314 артиллерийского полка.
- Бундин, Павел Леонтьевич, младший сержант, наводчик миномёта 744 стрелкового полка.
- Быков, Николай Иванович, рядовой, пулемётчик отдельной зенитно-пулемётной роты 479 стрелкового полка.
- Герасимов, Сергей Иванович, старший сержант, командир 76 мм орудия 314-го артиллерийского полка
- Датуев, Абдуразак Алибекович, старший сержант, наводчик пулемёта 568 стрелкового полка.
- Дёгтев, Сергей Сергеевич, наводчик 45-миллиметрового орудия; командир 76-миллиметрового орудия 271-го отдельного истребительно-противотанкового дивизиона, сержант, старший сержант. Был награждён: 25.11.1943 года орденом 3-й степени за бой 18.11.1943 года южнее г.Речица, 14.06.1944 года орденом 2-й степени за бой 21.12.1943 года на железнодорожной станции Чоповичи (Малинский район Житомирской области) и 27.06.1945 года орденом 1-й степени за бои 16-19.02.1945 за город Христианштадт, 24.02.1945 года за населённый пункт Маркенсдорф и 27.02.1945 года за населённый пункт Заденсдорф (Германия)
- Иванов, Владимир Николаевич, номер орудийного расчёта 45-мм пушки 271-го отдельного истребительно-противотанкового дивизиона, младший сержант. Был награждён: 25.11.1943 года орденом 3-й степени за бой 18.11.1943 года южнее г.Речица, 02.02.1944 года орденом 3-й степени за бой 24.12.1943 года на железнодорожной станции Чоповичи (Малинский район Житомирской области) и 14.06.1944 года орденом 2-й степени за бой 02.06.1944 года в районе железнодорожной станции Старые Броды (Ратновский район Волынской области). Перенаграждён Орденом Славы 1-й степени 19.08.1955 года.
- Кот, Михаил Павлович, рядовой, начальник радиостанции роты связи 568 стрелкового полка.
- Марупов, Зубайдуло, рядовой, наводчик 45-мм пушки 568 стрелкового полка.
- Старостенков, Михаил Викторович, старший сержант, командир орудийного расчёта 314 артиллерийского полка.

## Награды и наименования
- 3 января 1944 года — почётное наименование «Новоград-Волынская» — присвоено приказом Верховного Главнокомандующего от 3 января 1944 года в ознаменование одержанной победы и отличие в боях за освобождение городаНовоград-Волынский.
- 7 февраля 1944 года —  Орден Красного Знамени — награждена указом Президиума Верховного Совета СССР от 7 февраля 1944 года за образцовое выполнение боевых заданий командования на фронте борьбы с немецкими захватчиками и проявленные при этом доблесть и мужество.[3]
- 1 сентября 1944 года —  Орден Кутузова II степени — награждена указом Президиума Верховного Совета СССР от 1 сентября 1944 года за образцовое выполнение заданий командования в боях с немецкими захватчиками при форсировании реки Вислы, за овладение городом Сандомир и проявленные при этом доблесть и мужество.[4]
- 19 февраля 1945 года —  Орден Суворова II степени — награждена указом Президиума Верховного Совета СССР от 19 февраля 1945 года за образцовое выполнение заданий командования в боях с немецкими захватчиками, за овладение городом Кельце и проявленные при этом доблесть и мужество[5]

Награды частей дивизии:
- 479-й стрелковый ордена Александра Невского[6] полк
- 568-й стрелковый ордена Александра Невского[6] полк
- 744-й стрелковый ордена Александра Невского[6] полк
- 314-й артиллерийский орденов Кутузова[7] и Алекксандра Невского[6] полк
- 271-й отдельный истребительно-противотанковый орденов Богдана Хмельницкого[7] и Красной Звезды[6] дивизион